# BBC Three
BBC Three(비비씨 쓰리)는 영국 방송 협회 (BBC)의 텔레비전 채널이다. 2003년에 개국되어 오락 프로그램을 주로 방송했다.
BBC Three의 전신은 1998년 9월 23일 개국한 BBC Choice이다. 개국 당시에는 낮 시간대에는 어린이 프로그램, 저녁 시간대에는 오락 프로그램으로 편성되었으나 어린이 프로그램은 2002년 2월 11일 개국한 CBBC, Cbeebies로 분리되면서 BBC Choice의 편성은 저녁 7시부터 방송하게 되었으며, 2003년 2월 9일 BBC Choice의 방송이 종료되고 BBC Three라는 채널로 재개국하였다.
2016년 2월 16일에 텔레비전 방송을 종료하고, BBC iPlayer를 통한 온라인 방송으로 바뀌었다.
2019년 3월 4일에 BBC One의 블록 편성으로 재개국했다.

## 로고

2021년부터 2022년까지 사용한 로고.
2022년부터 사용하는 로고.